# HMS Lion (1910)

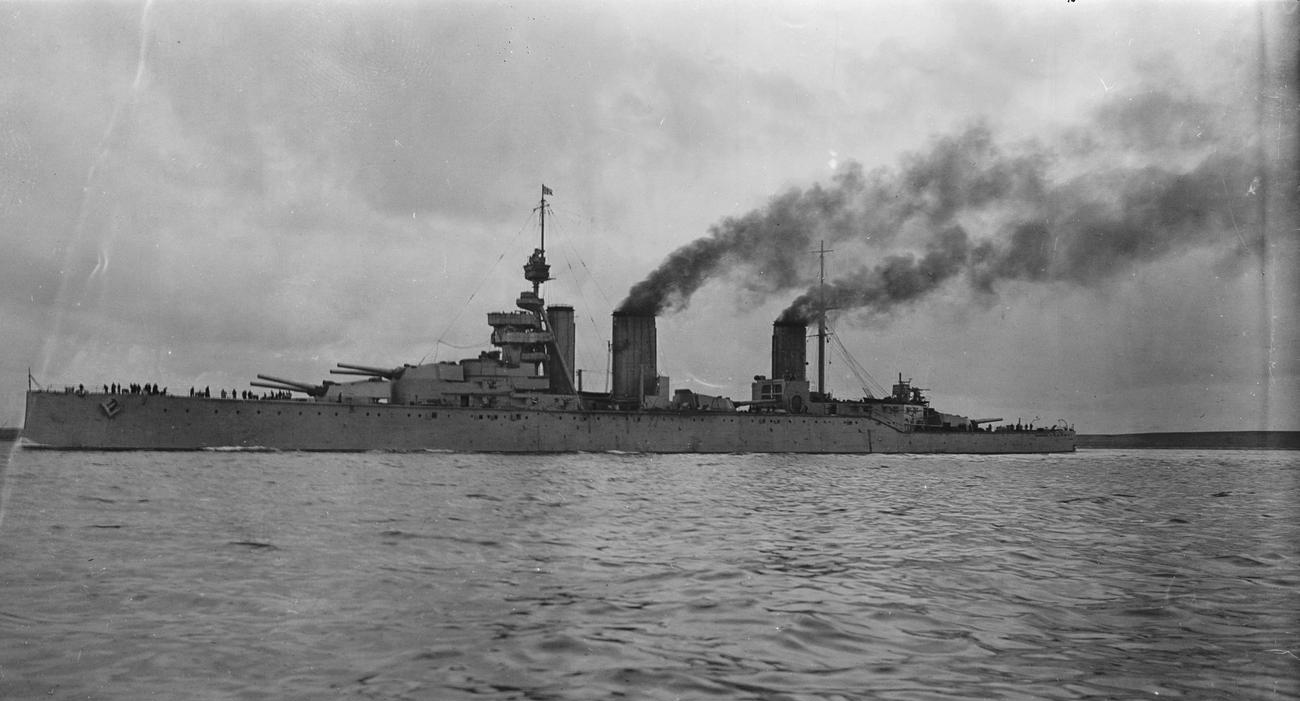
HMS Lion.

HMS Lion var en slagkryssare av Lion-klass i Storbritanniens flotta som sjösattes år 1910.